# 手語翻譯員伴讀
手語翻譯員伴讀是指聾生在主流學校上課時有專屬手語翻譯員，老師在課堂上用口語講解，聾生一邊辨識老師嘴型，一邊有手語翻譯員在旁邊用手語說明。

## 各地實行慨況
- 台灣

在2008年，有戴著人工耳蝸的聾生，本來他的母親會陪著上課，但母親的手語不夠純熟，父母就向教育處申請，得到市長的首肯，成為全台灣首個有手語翻譯員伴讀的聾童。
- 香港

在2015年，聾人支援中心「龍耳」調查15間職業培訓機構，發現只有3間機構容許聾人帶手語翻譯員伴讀，其餘則拒絕聾人報讀，或要求聾生為手語翻譯員支付同等學費。
- 澳門

澳門的手語翻譯員嚴重不足，澳門聽障人士協進會指出曾有聾生成功考入內地正規大學，但由於沒有手語翻譯員伴讀，最後被迫放棄升讀大學。

## 成效及跟進工作
- 台灣

在手語翻譯員帶領下，不但成績進步，更能和老師和同學們溝通，上課變得更快樂。
- 香港

「龍耳」指出，調查反映部分職業培訓機構對手語翻譯員存在誤解，未能理解翻譯員對聾生的重要性。此外，拒絕聾生帶同手語翻譯員，剝奪他們平等學習的機會，亦違反《殘疾歧視條例》。長遠而言，建議香港政府加強推廣手語翻譯員的工作性質，讓職業培訓中心人員了解手語翻譯員的職能，改變他們的思想。
平等機會委員會已跟進及調查，並指出《殘疾歧視條例》訂明，如因殘疾人士要使用輔助器材，或要由助理人員，如傳譯員、閱讀者或照料者陪同而給予該殘疾人士較差的待遇，可構成殘疾歧視。
- 澳門

澳門聽障人士協進會建議澳門政府設手語翻譯員的認證機制，以穩定澳門手語翻譯員的需求。

## 外部連結
- 香港「龍耳」《有關職業訓練機構對手語使用者的支援》研究及建議 （页面存档备份，存于）